# Општина Спулбер (Вранча)
Спулбер (рум. Spulber) општина је у Румунији у округу Вранча.
Oпштина се налази на надморској висини од 612 m.

## Становништво

### Хронологија
| Година       | 2005 | 2006 | 2007 | 2008 | 2009 | 2010 | 2011 | 2012 | 2013 | 2014 | 2015 | 2016 | 2017 |
| ------------ | ---- | ---- | ---- | ---- | ---- | ---- | ---- | ---- | ---- | ---- | ---- | ---- | ---- |
| Становништво | 1358 | 1348 | 1334 | 1333 | 1355 | 1362 | 1363 | 1355 | 1357 | 1359 | 1349 | 1337 | 1326 |